# Тур Орана
Тур Орана (фр. Tour de la Wilaya d'Oran) —  шоссейная многодневная  велогонка,  проходящая  на территории Алжира в вилайете Оран.
Проводилась в 2015—2016 и 2018 годах перед Гран-при Орана. Была включена в календарь UCI Africa Tour  с категорией 2.2.

## Призёры
| Год                                           | Победитель      | Второй          | Третий        |
| --------------------------------------------- | --------------- | --------------- | ------------- |
| Tour de Orán                                  |                 |                 |               |
| 2015                                          | Аззедин Лагаб   | Набиль Баз      | Адиль Барбари |
| 2016                                          | Лука Ваккерманн | Эссаид Абелаче  | Томас Вайткус |
| 2017 не проводилась Tour de la Wilaya de Orán |                 |                 |               |
| 2018                                          | Лаурент Эврар   | Давиде Ребеллин | Аззедин Лагаб |